# Stavernsodden fyr
Stavernsodden fyr er et fyr i den tidligere Stavern, nu i Larvik kommune i Vestfold og Telemark fylke i Norge. Det blev etableret i 1855, men i starten bestod det kun af en mindre fyrlygte samt vagtstue. Den nuværende bygning blev opført i 1874. Lysets højde over havet er 43 meter og det har en rækkevidde på femten nautiske mil. Fyret blev automatiseret i 1984.